# Округ Кент (Мичиген)
Округ Кент (енгл. Kent County) је округ у америчкој савезној држави Мичиген.

## Демографија
По попису из 2010. године број становника је 602.622, што је 28.287 (4,9%) становника више него 2000. године.
| Група             | 2000.           | 2010.           |
| Белци             | 461.162 (80,3%) | 457.769 (76,0%) |
| Афроамериканци    | 51.287 (8,9%)   | 58.648 (9,7%)   |
| Азијати           | 10.667 (1,9%)   | 14.053 (2,3%)   |
| Хиспаноамериканци | 40.183 (7,0%)   | 58.437 (9,7%)   |
| Укупно            | 574.335         | 602.622         |